# Eversley
Eversley – wieś w Anglii, w hrabstwie Hampshire, w dystrykcie Hart. Leży 48 km na północny wschód od miasta Winchester i 55 km na zachód od Londynu.